# ノサモ
ノサモとは、大韓民国の第16代大統領、盧武鉉の支持団体の名称。2000年に結成された。名称は盧武鉉を支持する勝手連的なインターネットを中心に組織した集団「ノムヒョヌル・サランハヌン・モイム（朝鮮語：노무현을 사랑하는 모임）」（盧武鉉を愛する会）の頭文字を取った略称。

## 沿革
2000年4月に行われた総選挙で、盧武鉉はあえて新千年民主党の地盤ではない釜山市の北・江西乙選挙区から立候補し、落選した。その直後に支持者によって盧武鉉のファンクラブである「ノサモ」が結成された。韓国の政治家として初めてのインターネット上のファンクラブであった。後に、大統領候補の党内予備選でも苦戦を強いられていた盧武鉉がじわじわ支持を拡大するにつれ、ノサモも注目を集めた。2001年10月には俳優のムン・ソングンもノサモに加わった。
2002年12月の第16代大統領選挙ではこのノサモによる活動が大きく影響したといわれる。立候補表明していた鄭夢準との候補一本化は世論調査を通じて行われたが、僅差で競り合う鄭夢準との差を決定付けたのはノサモによる市民への呼びかけであったとする分析もある。また投票日前日に鄭夢準は盧武鉉への支持を撤回したが、そのダメージを撥ね退けたのも、やはりノサモの投票呼びかけであったといわれる。
このようにインターネット時代の新しい形の選挙活動として注目されたが、半透明プラスチック製の豚型貯金箱
を市民から募るカンパが選挙違反にも問われたこともある。
インターネットを使う386世代と呼ばれる「30代 の80年代大学卒業 60年代生まれ」、及びさらに若い層が構成員の中心であり、対立する陣営から盧武鉉の紅衛兵と手厳しく批判された。ハンギョレやオーマイニュース等の新興の進歩的マスコミを支持する一方、朝鮮日報や東亜日報といった、盧武鉉と対立する保守系の老舗マスコミに対する不買運動等も展開しており、特に反朝鮮日報運動は構成員の一人が朝鮮日報の印刷工場に放火する事態に及んだ。
ただし、ウェブを用いた支持獲得法自体は対立陣営からも注目を集め、第16代大統領選挙では対立候補の李会昌陣営も「チャンサラン」という同様のコンセプトのウェブサイトを開設した。この流れは後にハンナラ党党首となった朴槿恵の支持団体、「サランヘ」に受け継がれている。
ところが盧武鉉政権の支持率が下がるとかつての勢いは衰えるようになり、2006年5月20日に対立する朴槿恵が襲撃された事件を受け、ノサモの代表・盧惠京が「60針も縫ったのは、ついでに整形手術もしたからだ」と発言して世論から大批判を浴びてしまった。その後の統一地方選で与党・ウリ党は大惨敗を喫する。こうした事が重なって、ノサモを脱会する会員が後を絶たない状況となった。
2011年12月に第1野党の民主党と市民統合党（親盧派の政治家と市民運動家が結成した政党）及び韓国労働組合総連盟が統合して民主統合党が結成された。その指導部を選出するための党内選挙が2012年1月に行われ、ノサモ創立に主導的な役割を果たした俳優で市民運動家の文盛瑾が、党指導部を構成する最高委員に選出された。